# Міксопартена
Міксопартена (грец. Μιξοπάρθενος; «напівдіва») — легендарна гібридна істота в давньогрецькій міфології, напівзмія-напівжінка.
Мала імена Ілея, Гілея, Єхидна та інші.
За словами Геродота, мешкала в лісистій місцевості на північ від Чорного моря. Вона викрала коней сплячого Геракла і віддала їх йому лише тоді, коли він розділив з нею ліжко. У результаті народилося троє синів, з яких, за порадою Геракла, вона залишила при собі того, який після досягнення повноліття зміг натягнути лук свого батька. Геракл залишив для нього фіалу. Той, хто змів натягувати лук, був молодший син Скит, який став прабатьком скитів, їх першим царем, і який носив фіал на поясі. Фіал також використовувався в ритуальних службах. Двох інших синів, Агатирса і Гелона, вона, за заповітом Геракла, вислала з країни.
Крім того, Сфінкс і Сцилла також називаються Міксопартенами.
Партена (діва) — головна богиня Херсонесу Таврійського, яку в міфах ототожнювали з Артемідою, а її жрицею була Іфігенією.